# Krčmaň
Krčmaň (en allemand : Kretschman) est une commune du district et de la région d'Olomouc, en République tchèque. Sa population s'élevait à 499 habitants en 2023.

## Géographie
Krčmaň se trouve à 11 km au sud-est du centre d'Olomouc, à 75 km à l'ouest-sud-ouest d'Ostrava et à 218 km à l'est-sud-est de Prague.

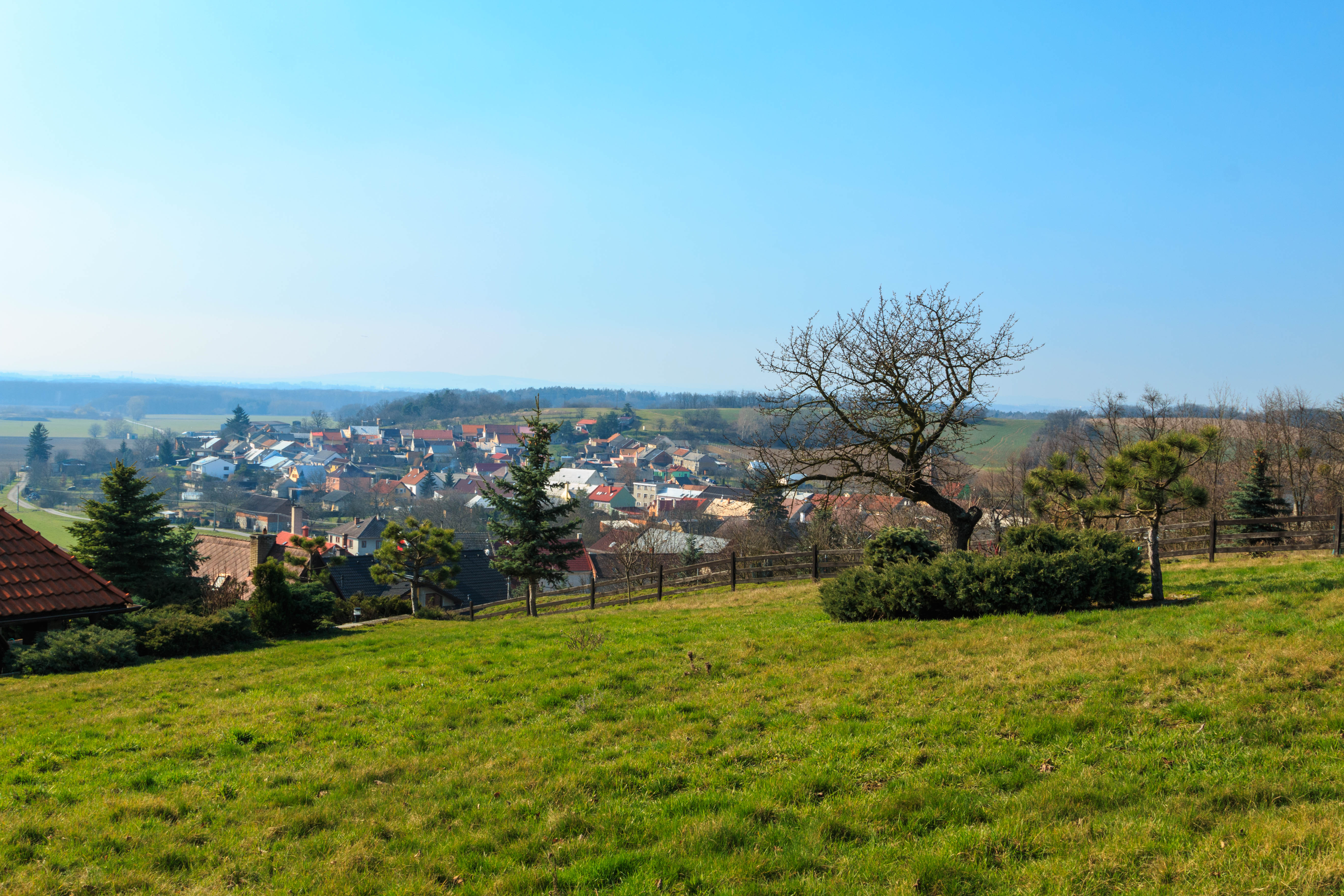
Panorama du village.

La commune est limitée par Grygov à l'ouest et au nord-ouest, par Velký Týnec au nord et au nord-est, par Čelechovice à l'est et par Majetín au sud.

## Histoire
La première mention écrite de la localité date de 1252.

## Transports
Par la route, Krčmaň se trouve à 13 km d'Olomouc et à 255 km de Prague.

### Liens Externes
- Site officiel
- Notices d'autorité :   - Tchéquie